# Darling Harbour
Darling Harbour ist ein großes Erholungsgebiet mit zahlreichen Hotels, Restaurants, Shoppingcentern, Theatern, Museen und Unterhaltungszentren in Sydney, New South Wales, Australien, welches zu großen Teilen als Fußgängerzone ausgewiesen ist. 
Darling Harbour liegt östlich des Stadtzentrums von Sydney beidseitig der Cockle Bay. Es erstreckt sich von Chinatown im Süden bis auf Höhe von Darling Point an der Pyrmont Bay im Osten und der Anlegestelle King Street Wharf im Westen. Die Cockle Bay ist nur eine jener zahlreichen Buchten, die zur wesentlich größeren Meeresbucht Darling Harbour gehören. 

## Geschichte
Darling Harbour wurde benannt nach Ralph Darling, der von 1825 bis 1831 Gouverneur von New South Wales war. Ursprünglich war Darling Harbour Teil des Handelshafens von Sydney mit Schiffsanlegeplätzen, zahlreichen Lagerhäusern, Verladeeinrichtungen, Fabriken und eigenem Bahnanschluss. 
Während der großen Depression in den 1930er Jahren erlangten der nördliche Teil von Darling Harbour und der angrenzende Stadtteil Millers Point, welcher heute als Barangaroo bekannt ist, traurige Bekanntheit als The Hungry Mile. Dies geht zurück auf die zahlreichen Hafenarbeiter, welche in der Gegend nach Jobs suchten. In Erinnerung an diese Zeit wurde 2009 ein Teil der Hickson Road offiziell in Hungry Mile umbenannt. 
In den 1960er Jahren begann die Gegend um Darling Harbour zu verkommen. Viele Hafenanlagen und Lagerhäuser wurden nicht mehr genutzt und verfielen. Da dieser entstehende Schandfleck im Stadtbild nahe dem Stadtzentrum lag und von den Büros in den Wolkenkratzern zu sehen war, kam der Wunsch nach einer Umgestaltung und Neunutzung der Hafenanlagen auf. 
Zu Beginn der 1980er Jahre wurden die Hafenanlagen abgerissen und mit der Umgestaltung und der Neubebauung des Stadtviertels begonnen. Die ersten Abschnitte waren Ende der 1980er Jahre abgeschlossen. Die Fertigstellung aller Einrichtungen und Gebäude in den weiteren Bauabschnitten dauerte bis Ende der 1990er Jahre. 
Seit 2007 wird an der Umgestaltung des nördlich angrenzenden Stadtteils Barangaroo gearbeitet, der ähnlich Darling Harbour von einem Hafenviertel in ein Geschäfts- und Erholungsviertel nahe dem Stadtzentrum von Sydney umfunktioniert werden soll.

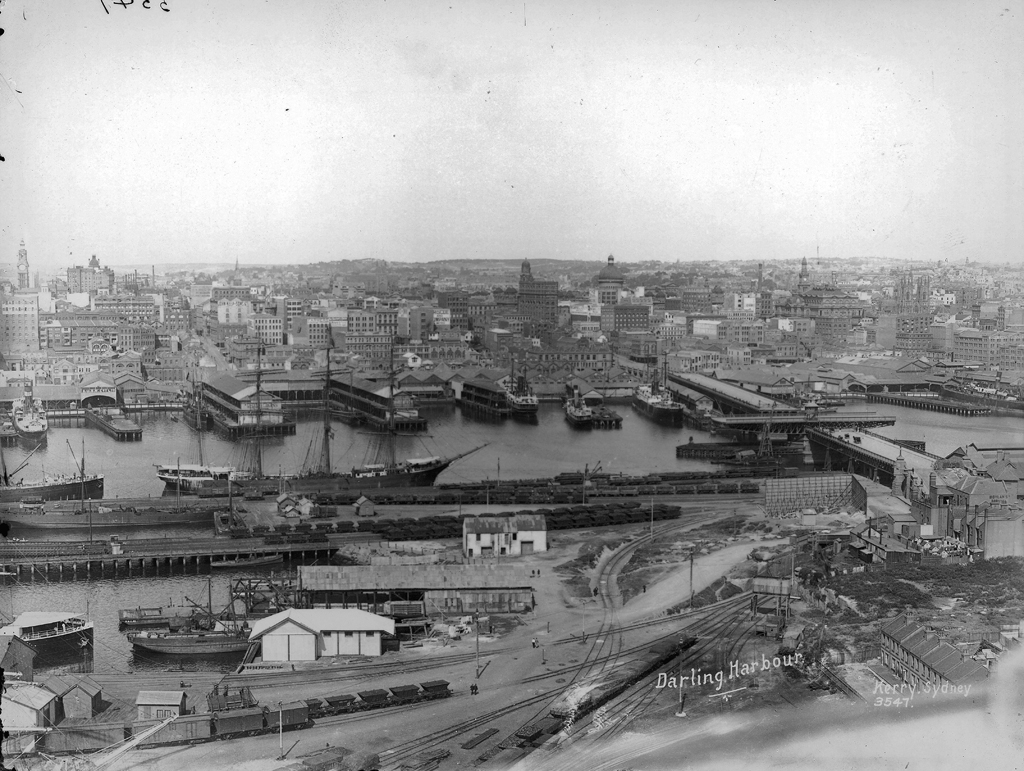
Darling Harbour um 1900
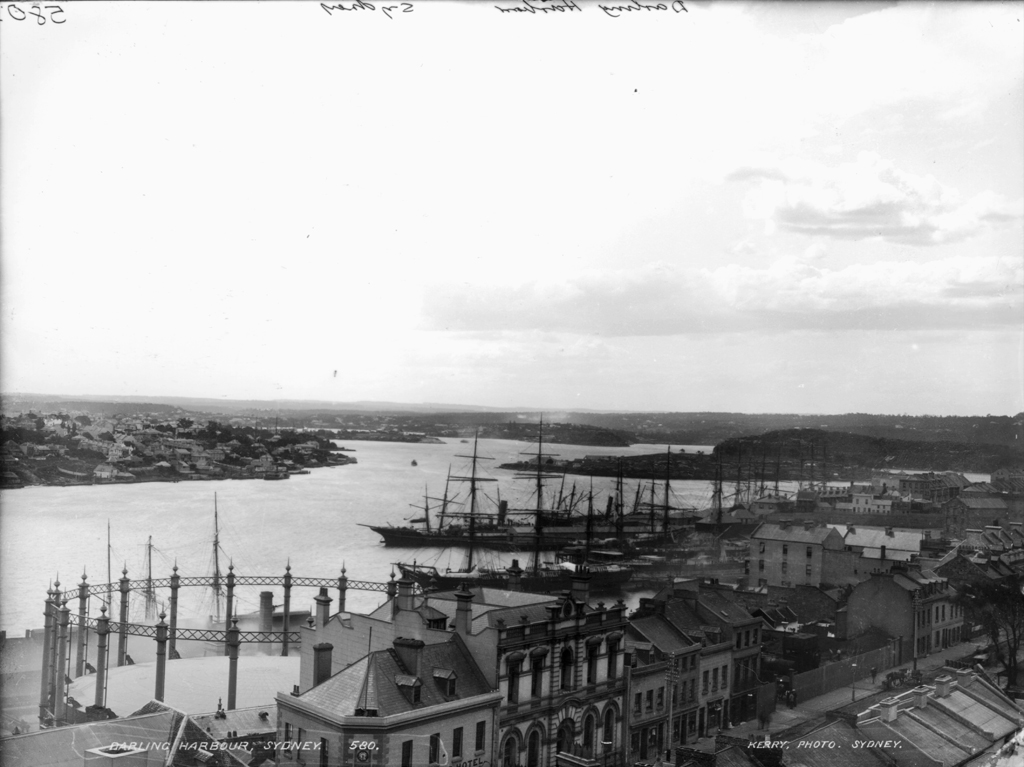
Blick auf Darling Harbour um 1900
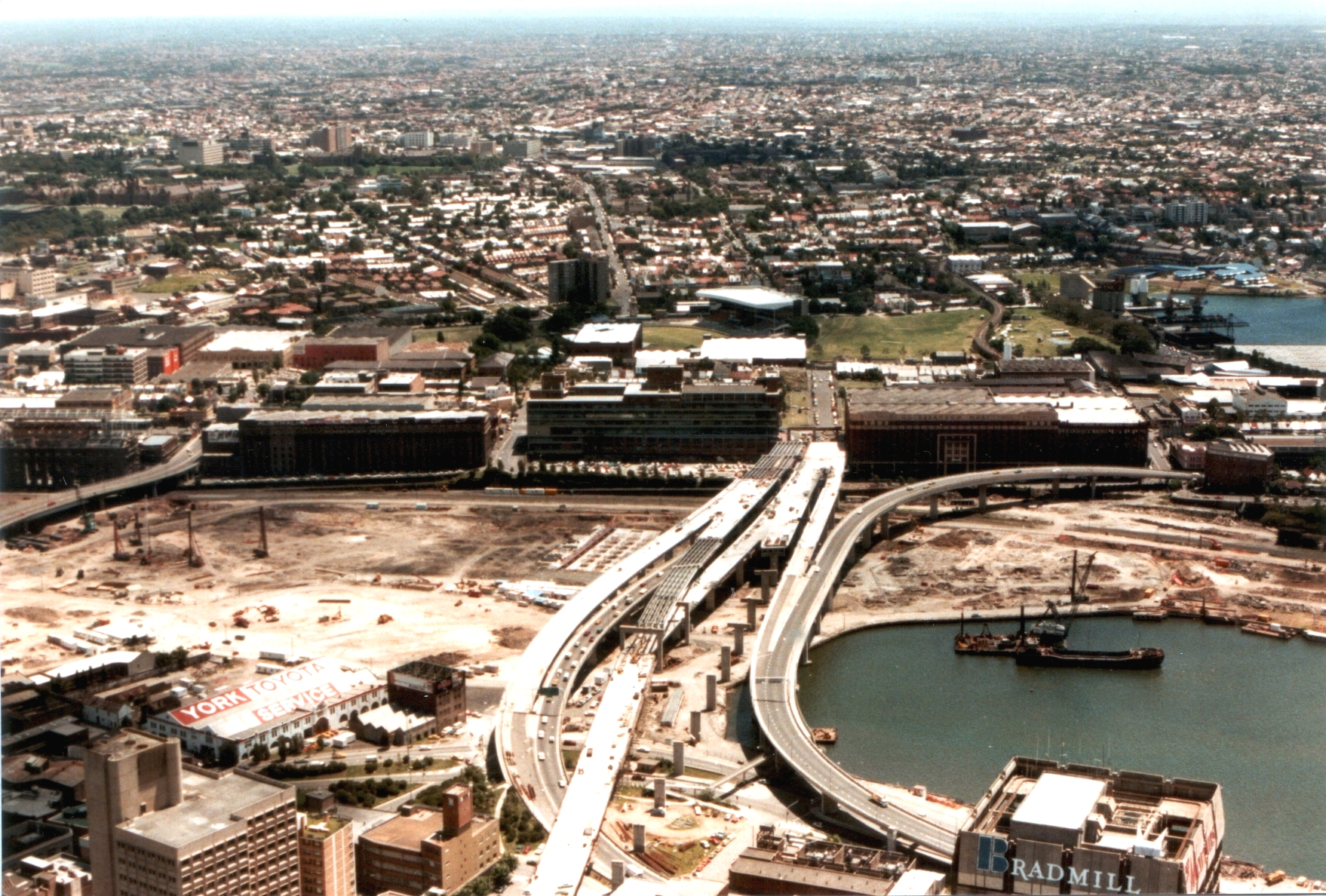
Darling Harbour während des Umbaus in den 1980er Jahren
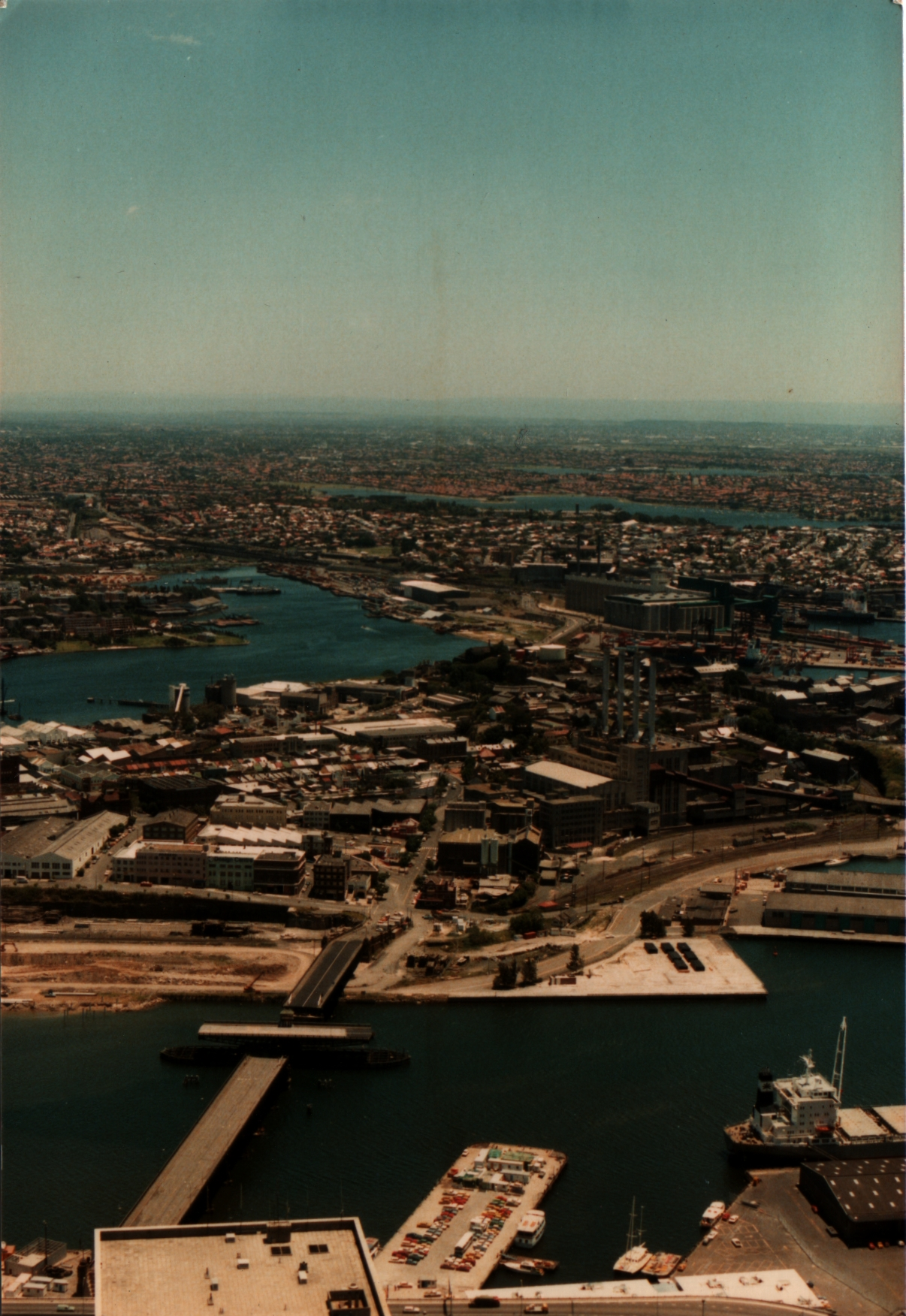
Blick vom Centre Point Tower auf Darling Harbour während der Neugestaltung
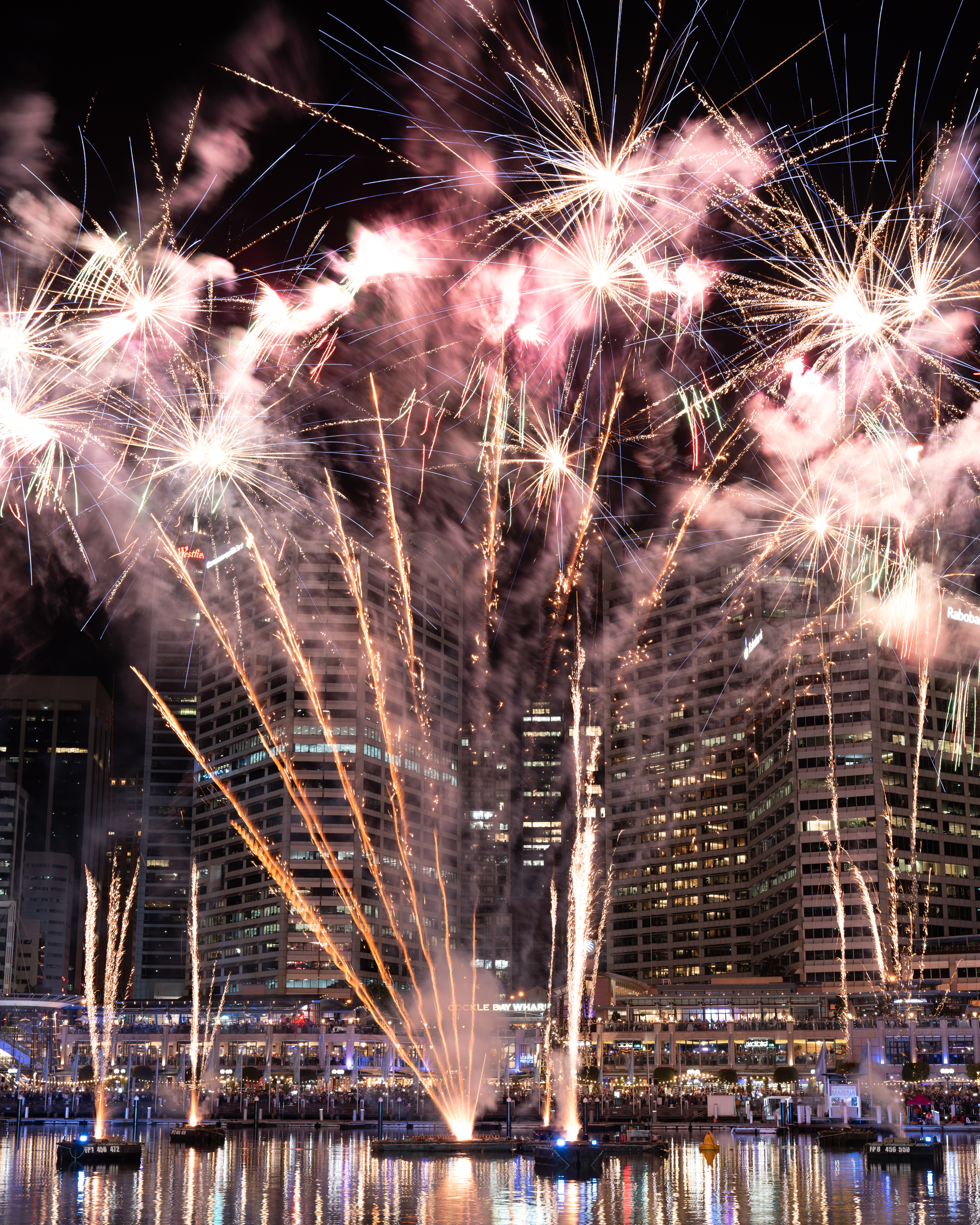
Silvesterfeuerwerk 2024
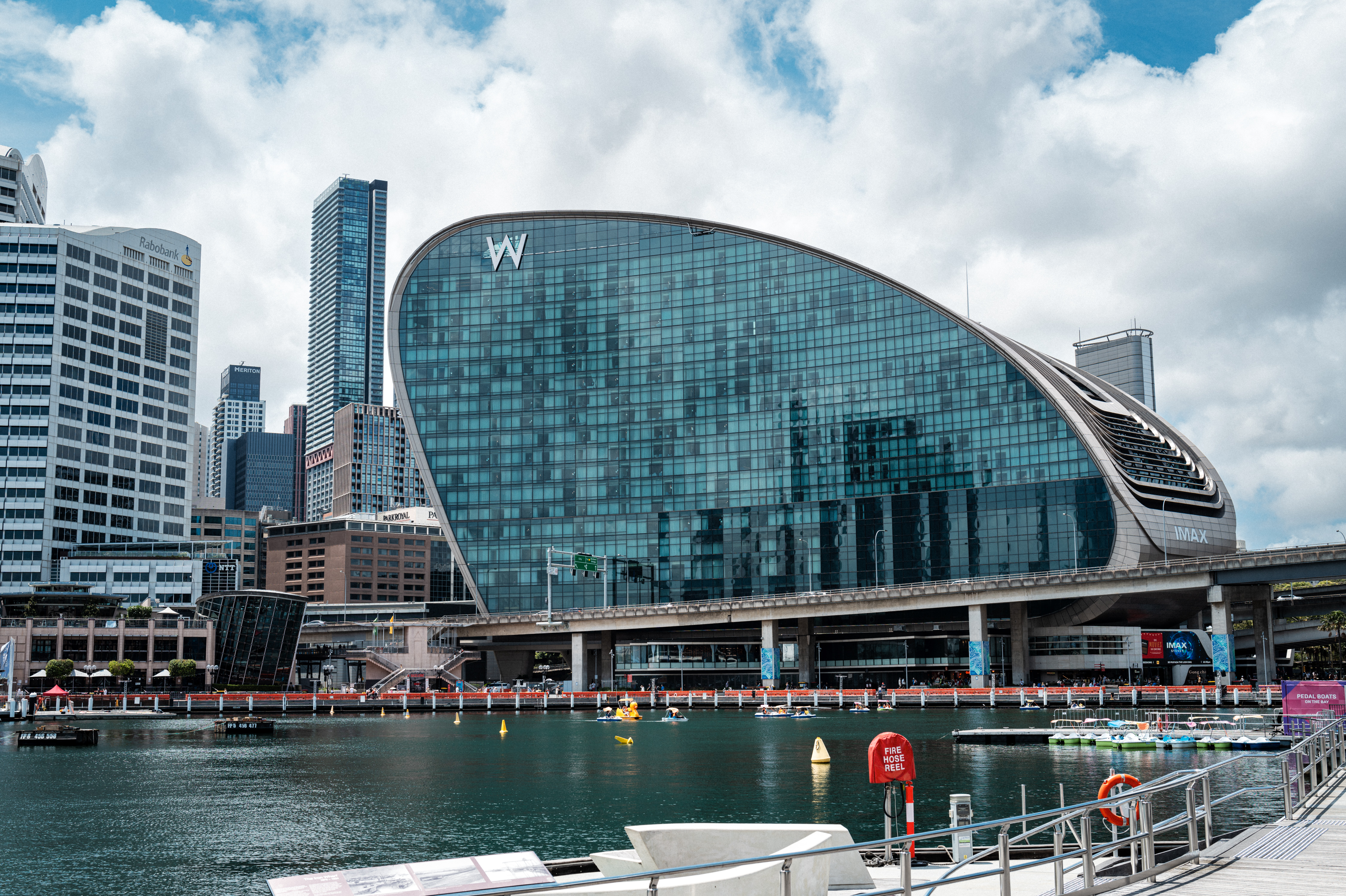
The Ribbon

## Heute
Darling Harbour ist eines der größten Erholungs- und Freizeitviertel Sydneys, welches sich großer Beliebtheit bei Einheimischen und Touristen erfreut. In Darling Harbour befinden sich zahlreiche Attraktionen der Stadt. Dazu zählen das Harbourside-Shopping-Centre, das Sydney-Entertainment-Centre, das Powerhouse-Museum, das Sydney Convention and Exhibition Centre, das Sydney Aquarium, das Australian National Maritime Museum, Wild Life Sydney und das LG-IMAX-Kino, welches die größte Leinwand der Welt besitzt.
Bis Juni 2013 war Darling Harbour durch den Sydney Monorail, der das Hafenbecken umrundete, mit dem Stadtzentrum von Sydney verbunden. Fünf der acht Stationen des Monorails befanden sich auf dem Gelände von Darling Harbour. 
Eine weitere wichtige Anbindung an das öffentliche Transportsystem besteht durch die Fähren von Sydney, welche eine Anlegestelle am nördlichen Ende von Darling Harbour betreiben. Von dort bestehen Verbindungen nach Circular Quay, einem wichtigen Verkehrsknoten Sydneys, sowie weiteren Vororten der Stadt.

## Bilder

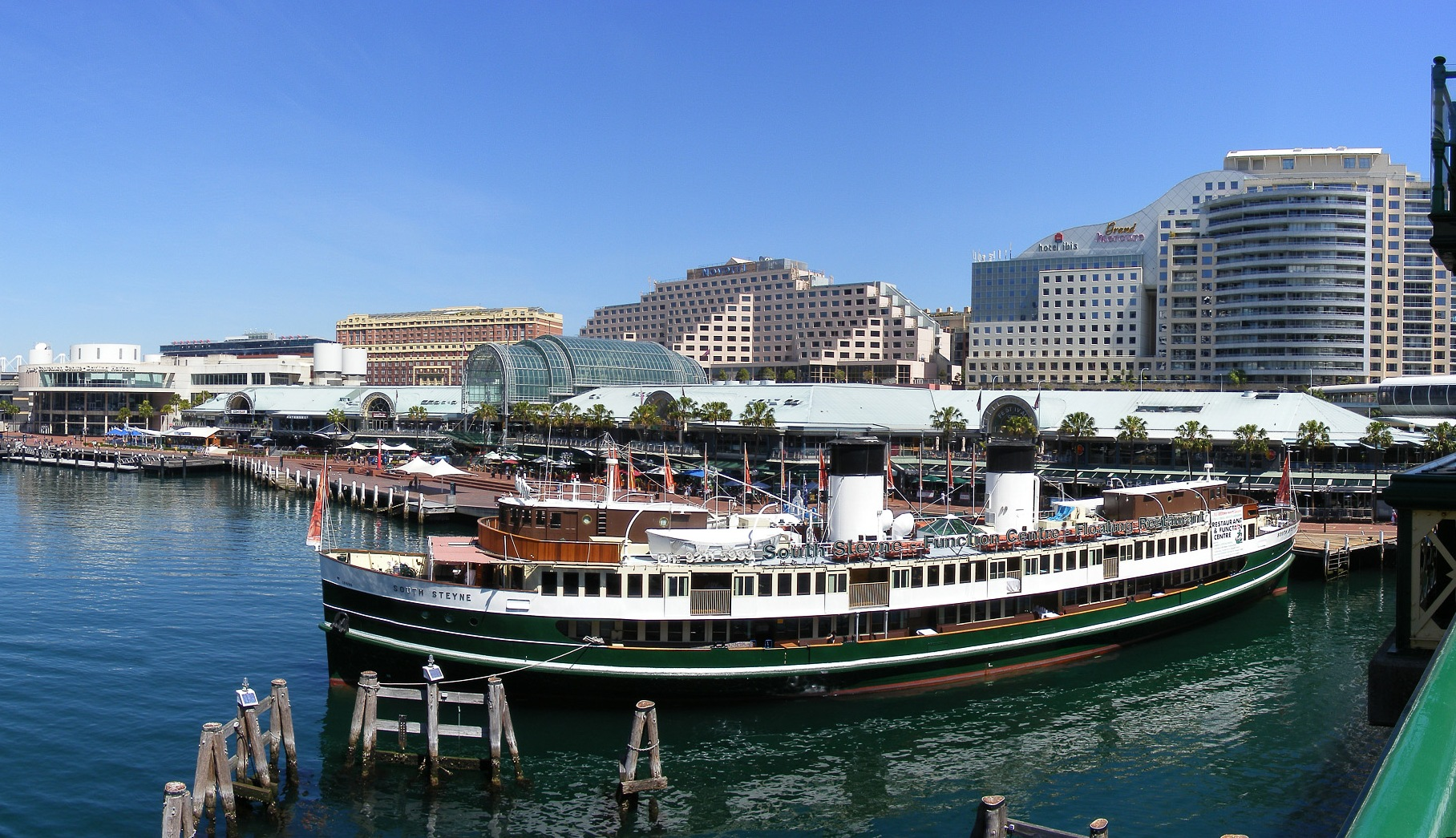
Blick auf das Harbourside Shopping Centre von der Pyrmont Bridge
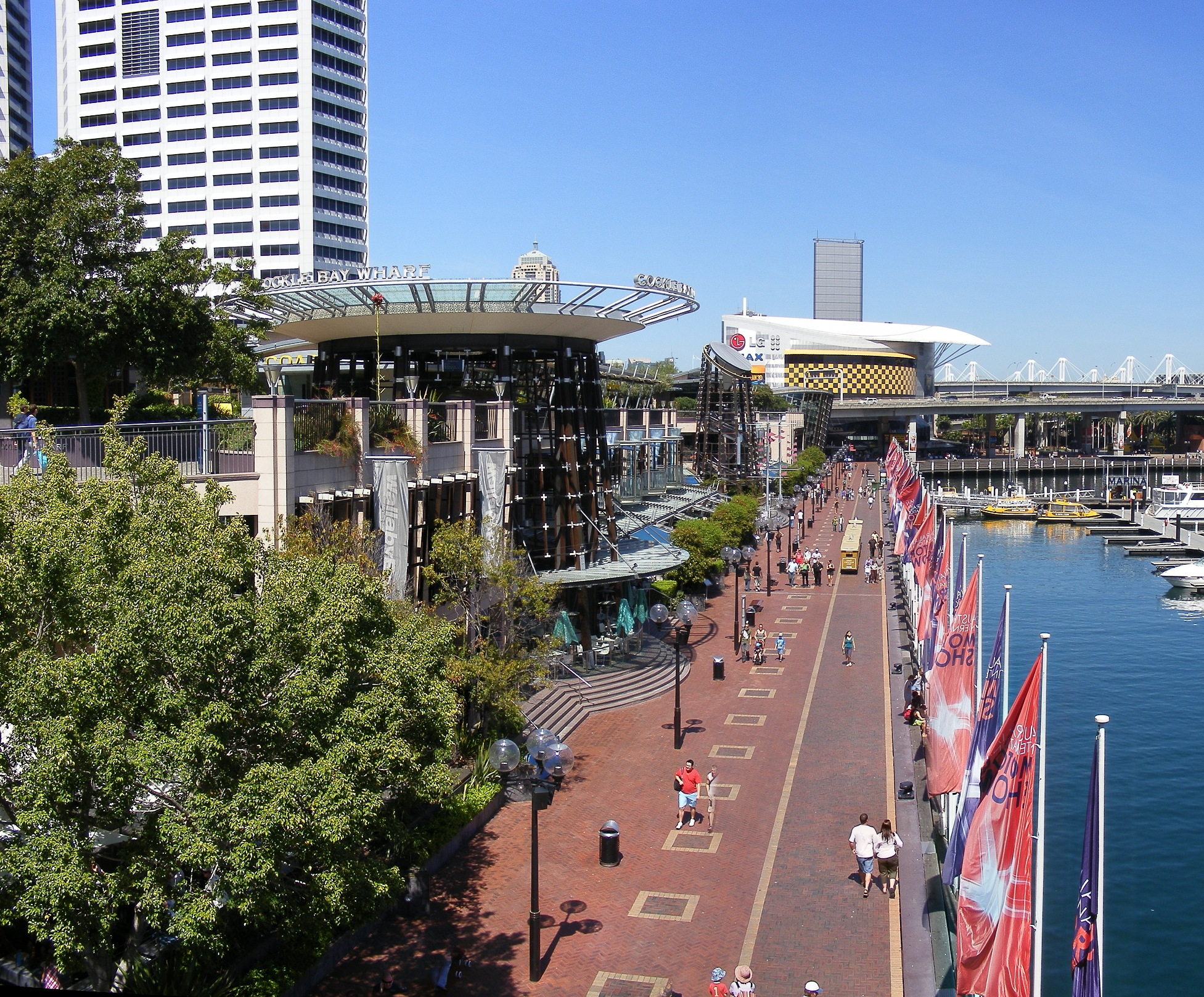
Cockle Bay Wharf am Darling Harbour
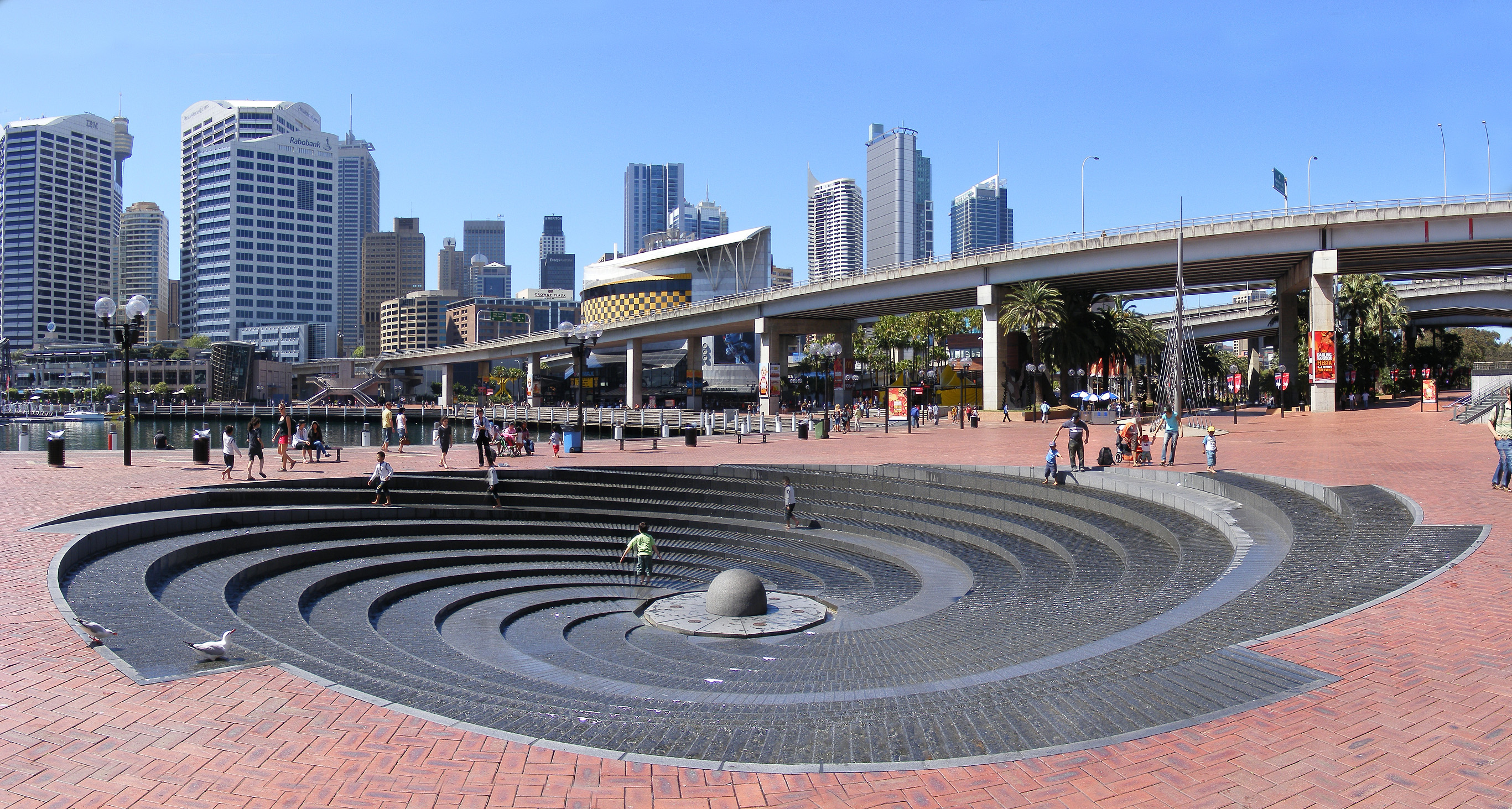
Darling Harbour
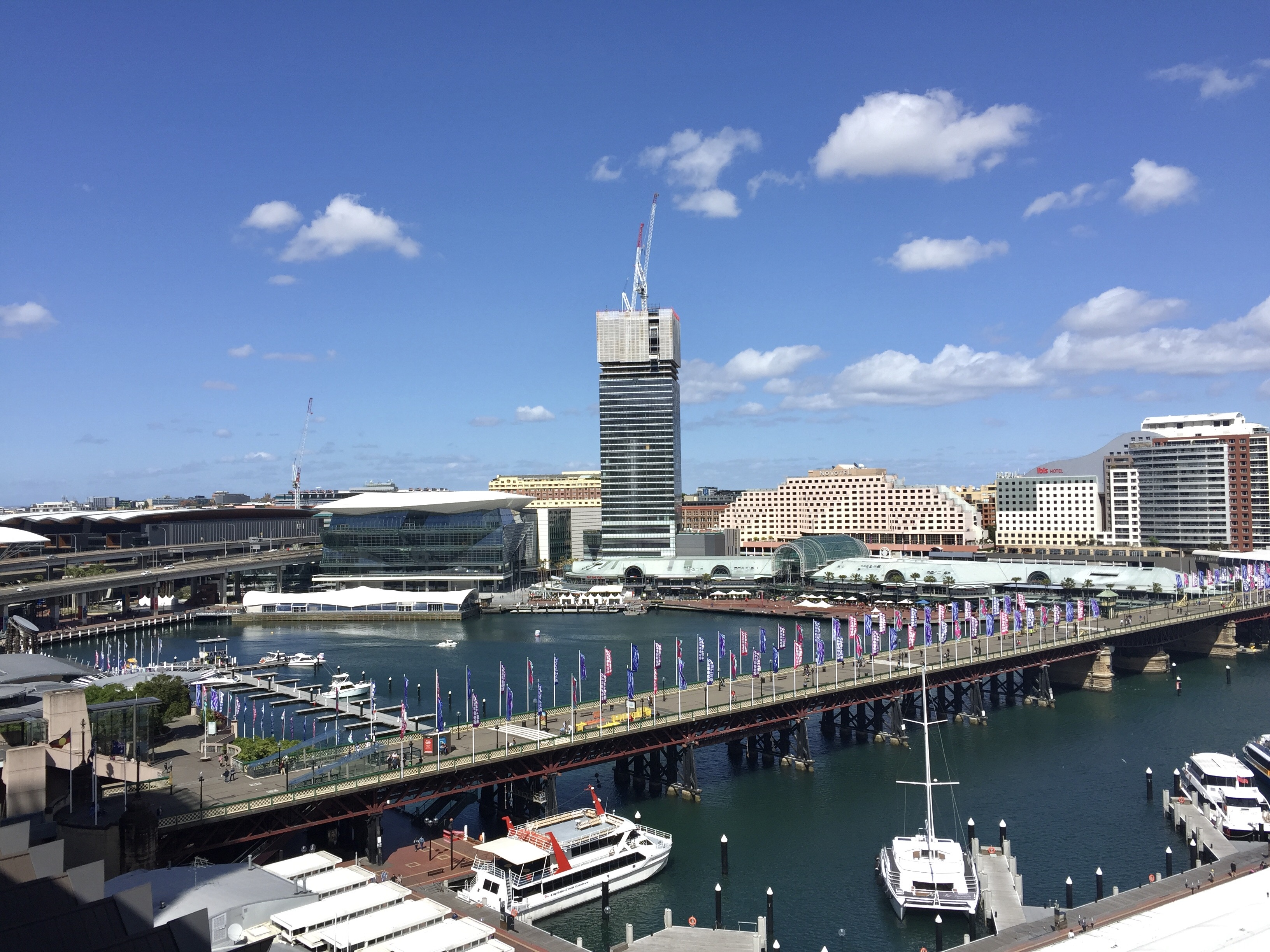
Darling Harbour
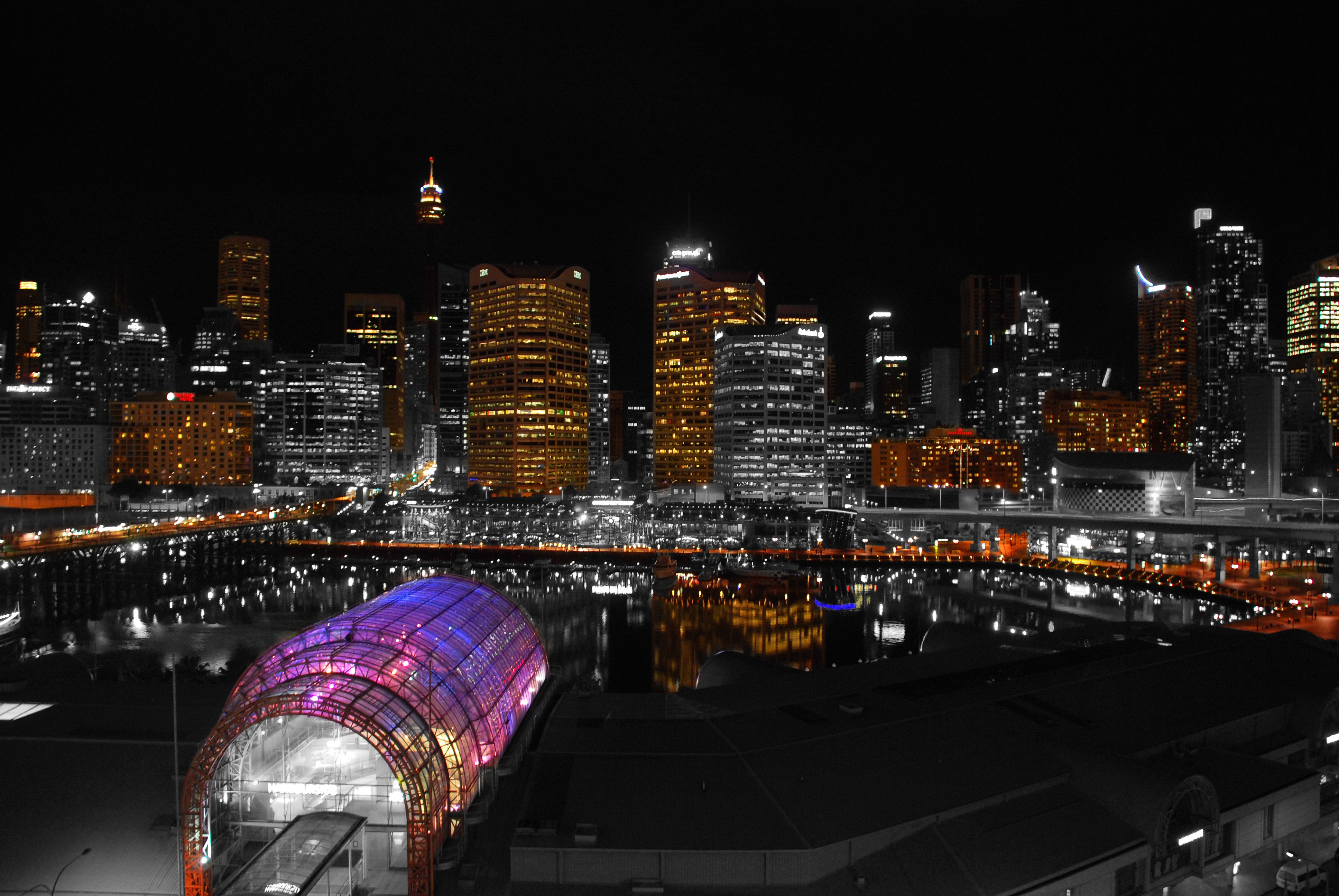
Darling Harbour bei Nacht